# BSC Old Boys
O Basler Sportclub Old Boys é um clube de futebol com sede em Basel, Suíça. A equipe compete na Swiss Promotion League.

## História
O clube foi fundado em 1894. 